# 1958 w lotach kosmicznych
| Data            | Ładunek    | Rakieta  | Opis                                                                                         |
| --------------- | ---------- | -------- | -------------------------------------------------------------------------------------------- |
| 1 lutego 1958   | Explorer 1 | Juno 1   | Pierwszy amerykański satelita, który znalazł się na orbicie, odkrył pas Van Allena.          |
| 17 marca 1958   | Vanguard 1 | Vanguard | Najdłużej ciągle pozostający na orbicie satelita.                                            |
| 15 maja 1958    | Sputnik 3  | Sputnik  | Badał magnetosferę i był radzieckim wkładem w projekcie Międzynarodowego Roku Geofizycznego. |
| 18 grudnia 1958 | SCORE      | Atlas B  | Pierwszy satelita komunikacyjny.                                                             |